# Église du Rédempteur de Venise
L'église du Rédempteur (Basilica del Redentore) est une église vénitienne (Vénétie en Italie), située sur l'île de la Giudecca, conçue et commencée en 1577 par l'architecte Andrea Palladio, et terminée par Antonio da Ponte en 1592.

## Origine de l'église et de sa procession
L'épidémie de peste qui frappe Venise à partir de 1575 décime presque 1 vénitien sur 3. En septembre 1576, alors que le mal semble impossible à arrêter, le doge Alvise Ier Mocenigo, au nom du Sénat, demande l'aide divine en formulant le vœu de construire une nouvelle église dédiée à Jésus le Rédempteur. Le 5 décembre 1576, la régression de l'épidémie est manifeste ; l'église sera donc construite. La fin de l'épidémie sera déclarée le 13 juillet 1577. Le 20 juillet Venise organise, pour la première fois, une procession vers l’église (un autel érigé à son futur emplacement) via un pont de galères débutant place Saint-Marc. Depuis, la fête du Rédempteur se renouvelle tous les ans. 

François d'Assise par Tommaso Rues
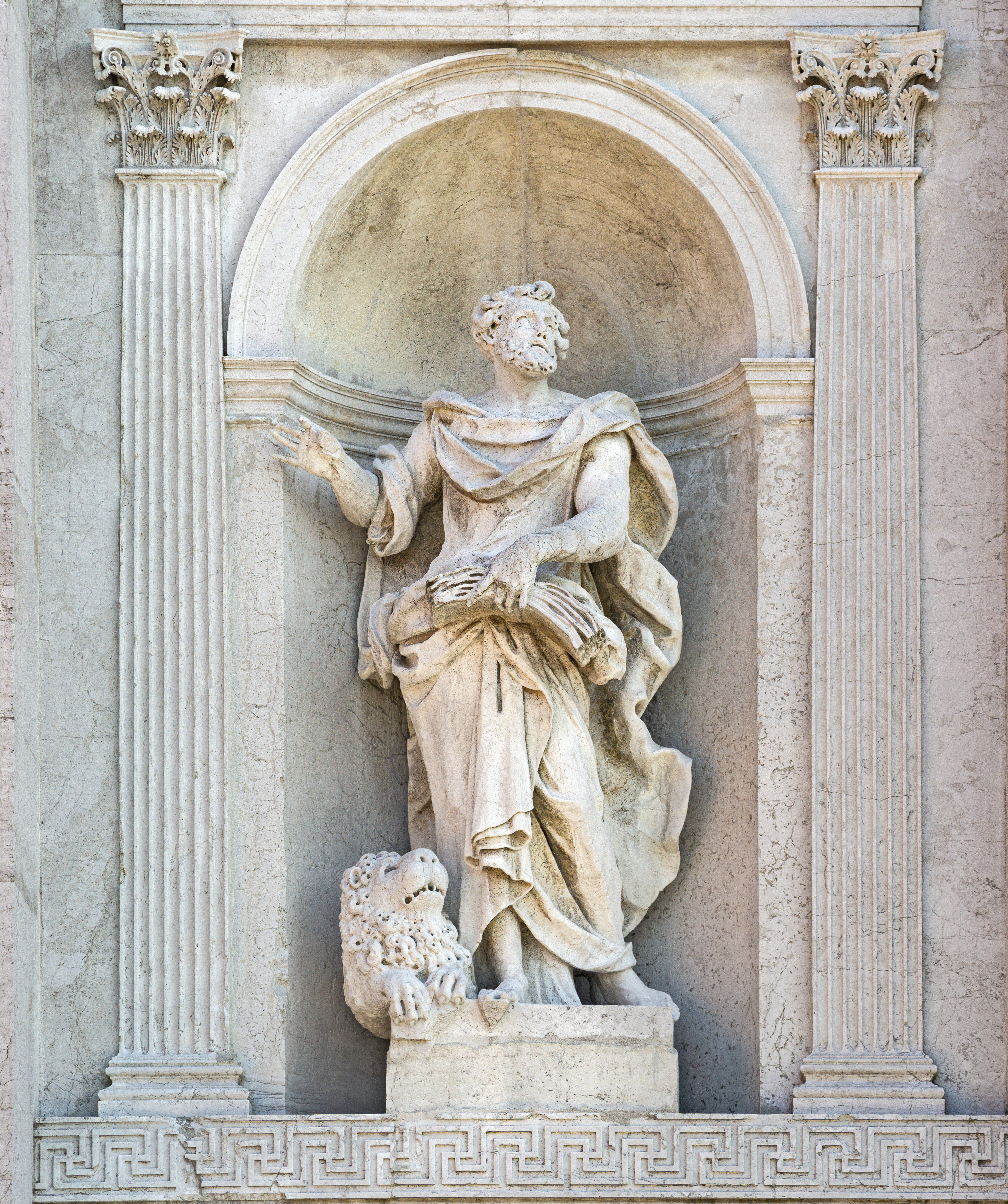
Marc (évangéliste) par Josse le Court
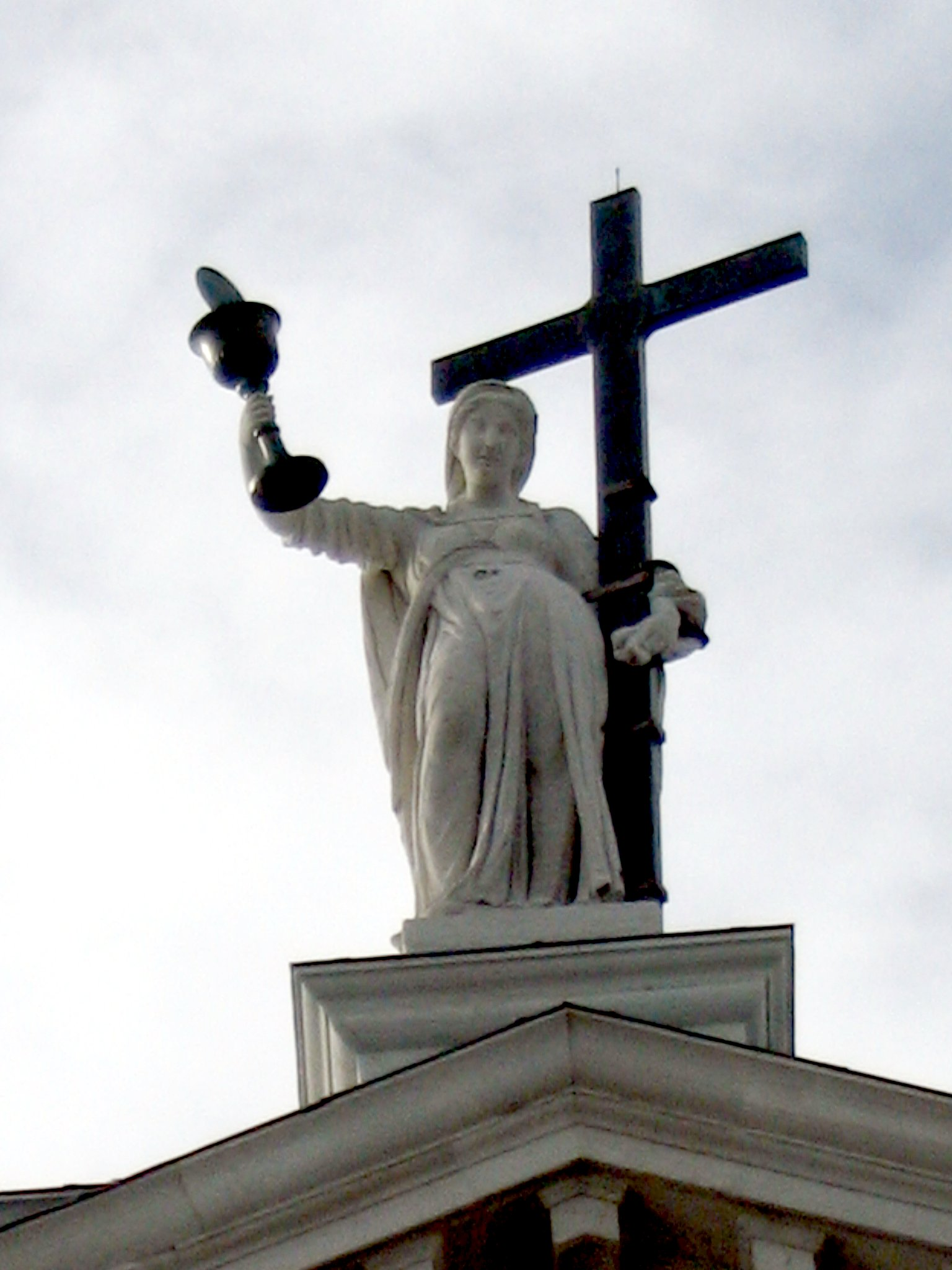
Allégorie de la Foi
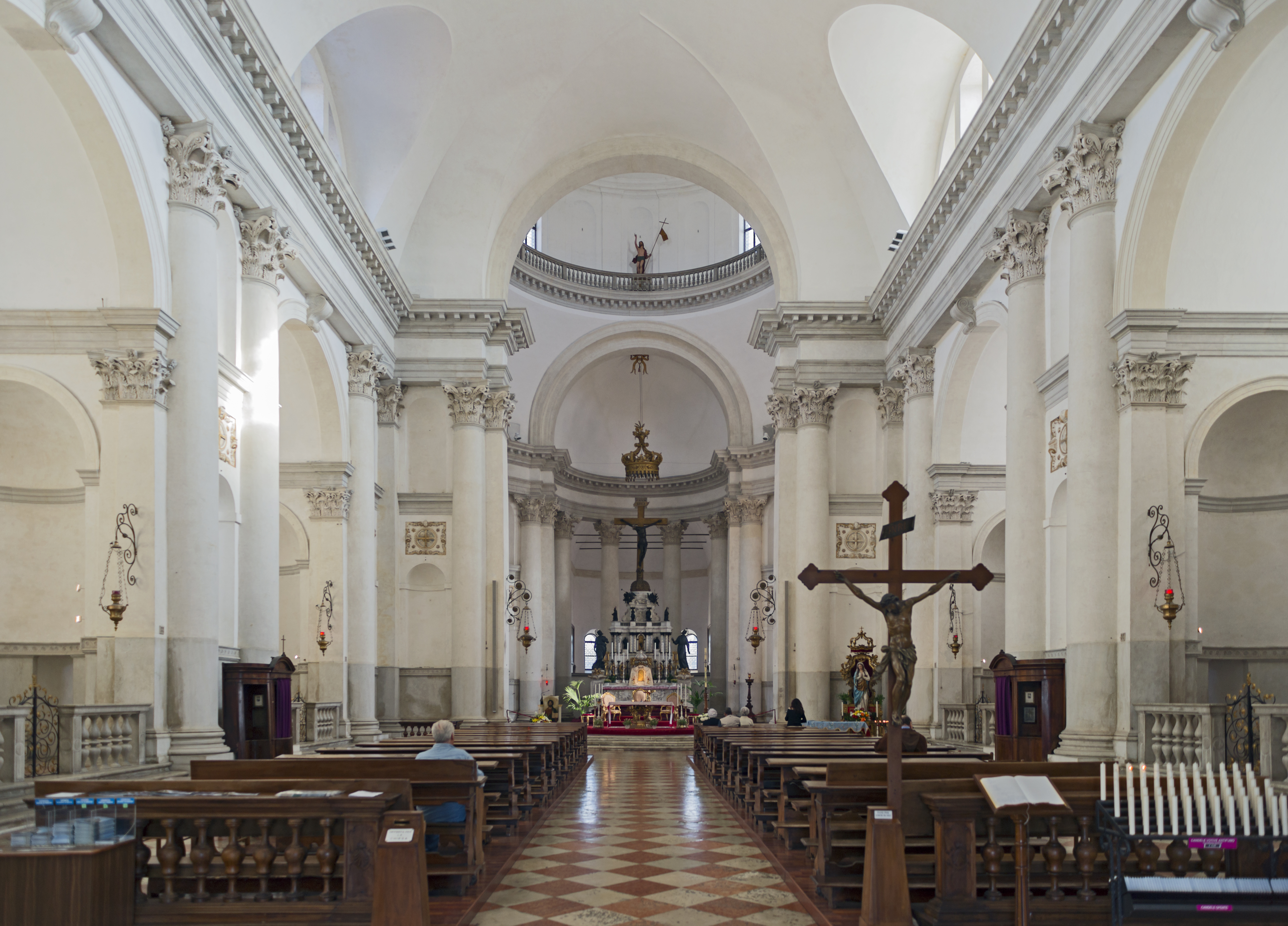
L'intérieur
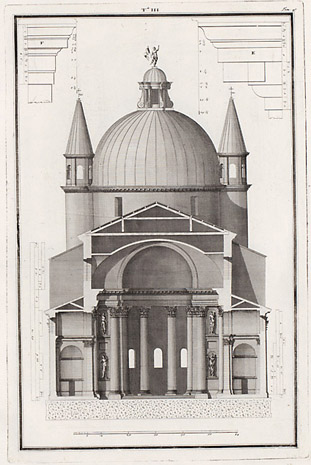
Plan en élévation
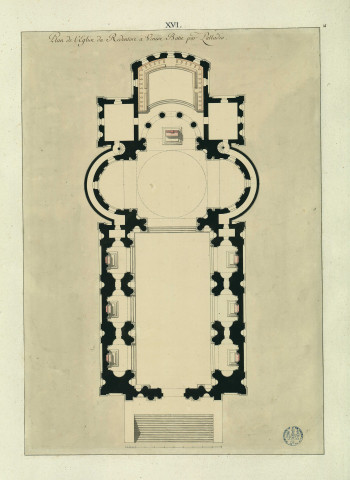
Plan en coupe

## Présentation
Près de l'emplacement choisi se trouve la petite église capucine de Santa Maria degli Angeli, qui subsiste aujourd'hui.
Les travaux commencent le 3 mai 1577, dirigés par Andrea Palladio qui en a dessiné les plans. Après sa mort, 3 ans plus tard, c'est Antonio da Ponte qui prend le relais. L'édifice sera terminé en 1592.
L'église étant confiée aux capucins, ceux-ci prescrivirent sa forme et les matériaux à utiliser (briques) ; la pierre d'Istrie est employé pour la façade. Le plan de l’église dérive de la composition harmonique de quatre cellules spatiales : le chœur, la nef, les chapelles latérales (forme en narthex) et la cellule composée des deux absides et du filtre de colonnes courbes. L'église est  initialement dépourvue d'orgue car la règle des capucins exclut l'usage d'instruments de musique. Une crypte est réservée aux offices d'hiver.
L'édifice, de style Renaissance, chef-d'œuvre de l'architecture palladienne, est orné d'une coupole, surmontée d'un lanternon, portant à son sommet une statue de Christ rédempteur ; la coupole est encadrée par 2 campaniles. La façade est formée d'un corps principal constitué de 2 colonnes placées entre 2 pilastres qui soutiennent le fronton ; au-dessus se trouve un attique horizontal sur lequel s'appuient deux demi frontons correspondant aux chapelles latérales. Sur cet attique  se trouvent des acrotères surmontés d'une allégorie de la Foi et de deux anges. Sur la façade, les statues de Saint François d'Assise et Saint Marc sont de Tommaso Rues (en) et Josse le Court ; sur le tympan se trouvent celles de Saint Antoine de Padoue et de Saint Lorenzo Giustianiani.
À l'intérieur, composé d'une seule nef, se remarque le chœur des moines avec son autel entouré d'une colonnade en demi-cercle. Les autels des chapelles sont surmontés de peintures de Jacopo Bassano, Palma le Jeune, Francesco da Ponte, Francesco Bissolo, Pasqualino di Niccolò (it), et des écoles  du Tintoret et Paolo Veronese, représentant les début et fin de vie du Christ : Nativité, Baptême, Flagellation, Déposition, Résurrection, Ascension... ; la sculpture du chemin de croix, devant l'autel, est de Giuseppe Mazza. Sur l'autel, le crucifix et les statues de Saint Marc et Saint François d'Assise sont de Girolamo Campagna. Deux bénitiers en marbre sont surmontés de statues en bronze, représentant Jean Baptiste et Jésus ; celles-ci sont dues à Francesco Terelli.

## Église du Rédempteur dans l'art
L’église est représentée sur une peinture à l’huile de Canaletto.

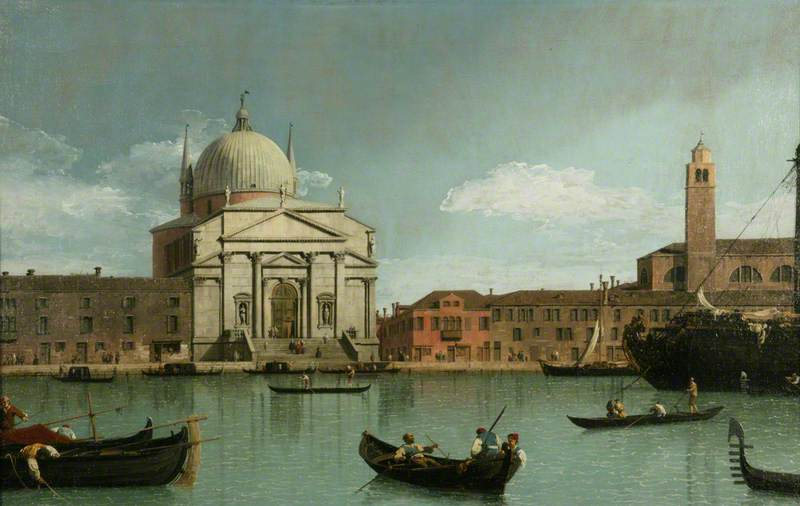
L'Église du Redentore, vers 1740 par Canaletto Manchester Art Gallery